# ویتلی
ویتلی (به انگلیسی: Wheatley) یک روستا و محله مدنی در بریتانیا است که در آکسفوردشر جنوبی واقع شده‌است. ویتلی ۴٫۳۹ کیلومتر مربع مساحت و ۳٬۹۰۵ نفر جمعیت دارد.